# Тільки удвох
«Тільки удвох» (рос. «Только вдвоём») — радянський художній фільм 1976 року, мелодрама за мотивами популярної повісті Анатолія Тоболяка «Історія одного кохання».

## Сюжет
Молодята Сергій і Катя, тільки кілька місяців тому закінчили школу, приїжджають до Сибіру працювати. Місце призначення вони вибрали досить своєрідно: Катя із зав'язаними очима тицьнула пальцем в точку на карті Сибіру. В результаті вони опиняються в кабінеті головного редактора місцевого радіомовного пункту Бориса Антоновича Вороніна. Той приймає їх на роботу, і молода людина проявляє неабиякий талант, однак він, хлопець прямий і безкомпромісний, неодноразово вступає в конфлікт зі співробітниками. Після одного з конфліктів з замредактора Міусовою він звільняється і влаштовується працювати опалювачем. Воронін часто заступається за нього і просить повернутися, але в кінцевому підсумку молоді люди вирішують їхати в тундру працювати в стійбище оленярів. Тут Сергій хоче набратися досвіду, щоб стати потім професійним журналістом, а може й письменником. Їм алежить пройти багато труднощів, але вони впевнені в собі, і їх впевненість має під собою міцну основу: вони люблять один одного, вони самостійні і можуть подолати будь-які труднощі. У фільмі (і повісті) є характерний епізод. Коли Сергій мало не зламався і вже запропонував їм обом повернутися в Москву, Катя, здавалося б слабка дівчина, проявила характер і в категоричній формі не дозволила відступити. І тим самим підтримала його в скрутну хвилину.

## У ролях
- Сергій Колесников —  Сергій
- Тетяна Ташкова —  Катя
- Леонід Дьячков —  Борис Антонович Воронін, головний редактор
- Тетяна Конюхова —  Міусова
- Олексій Чернов —  Суворов
- Марина Стриженова —  Віра Олександрівна Наумова, мама Каті
- Валентина Кирилліна —  Тоня
- Буда Вампілов —  оленевод
- Марія Степанова —  Тимані
- Ніна Лаженцева —  вахтерка
- Юрій Васильєв —  Федір Хомич

## Знімальна група
- Режисер:  Георгій Кузнецов
- Автор сценарію: Анатолій Тоболяк
- Композитор: Євген Крилатов
- Оператор-постановник: Анатолій Лєсников
- Художник-постановник: Юрій Істратов
- Звукооператор: Борис Єфімов